# Guarany Guaranà/Edera
Guarany Guaranà/Edera è un singolo del Trio Lescano accompagnata dall'Orchestra dell'Eiar di Torino diretta dal Maestro Cinico Angelini, pubblicato nel 1936.

## Descrizione
Registrato il 22 febbraio 1936, nell'etichetta il Trio è denominato (come accadrà anche in seguito) Trio Vocale Sorelle Lescano , mentre l'Orchestra è riportata come Angelini e la sua orchestra.

## I brani

### Guarany Guaranà
La canzone è un fox-trot, scritto dal paroliere torinese Enrico Maria Chiappo per il testo, mentre la musica è firmata Farra (forse un compositore sudamericano).
Si tratta della prima incisione effettuata dal Trio Lescano.
Nell'etichetta è scritto che la canzone è tratta dall'omonimo film.
Il numero di matrice è 151286

### Edera
Brano strumentale composto dal Maestro Cinico Angelini ed eseguito dall'Orchestra dell'Eiar da lui diretta.

## Tracce
1. Guarany Guaranà
2. Edera